# Arpád Tesár
Arpád Tesár (1. února 1919 Vrútky – 15. června 1989 Bratislava) byl slovenský stavební inženýr.

## Život

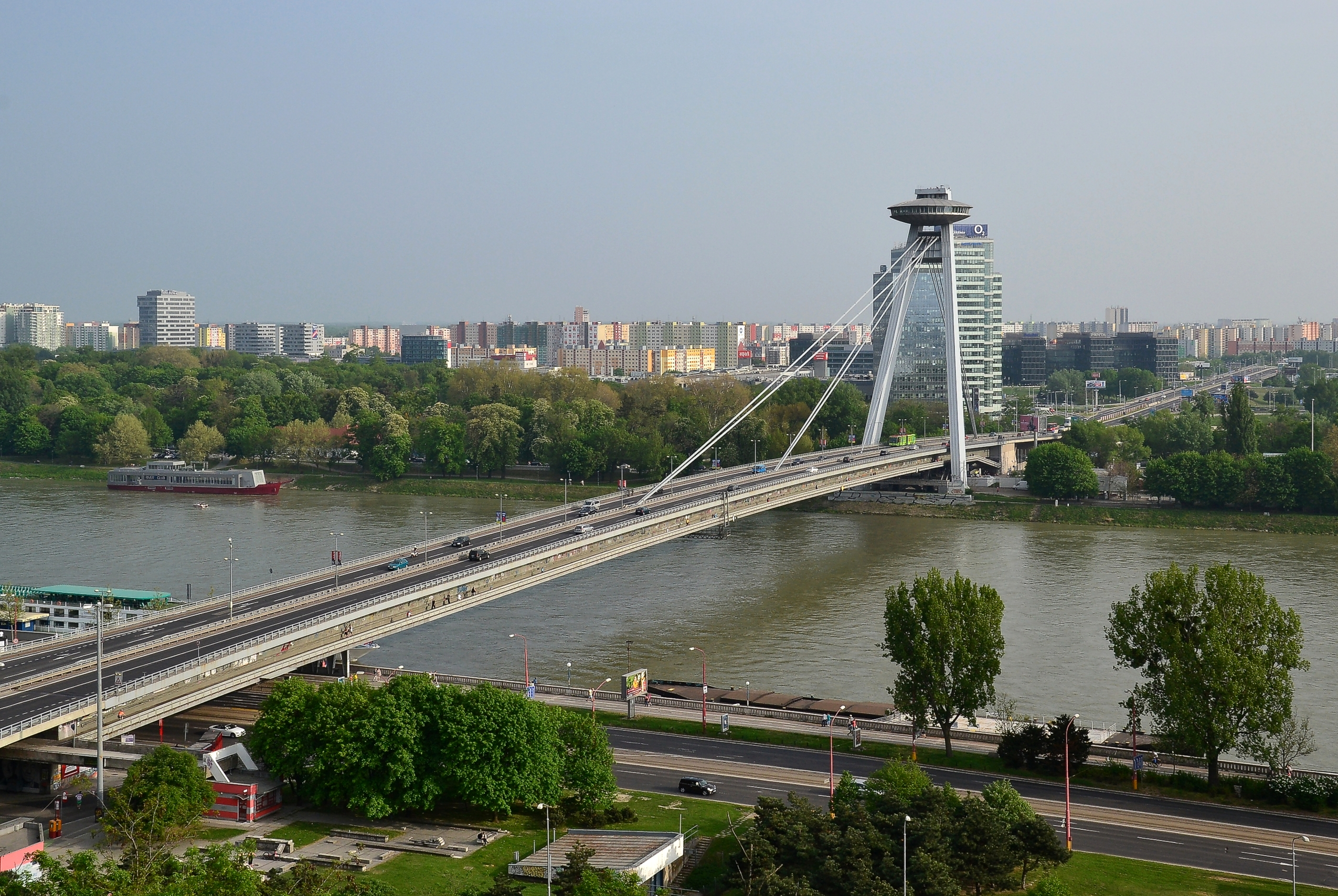
Most SNP v Bratislavě

Narodil se do rodiny železničního dělníka. Posléze vystudoval Slovenskou technickou univerzitu v Bratislavě a koncem roku 1944 studoval na Technické univerzitě v Berlíně-Charlottenburg. Pak nastoupil jako asistent do ateliéru Ferdinanda Schleichera, kde pedagogicky působili i Franz Dischinger, Friedrich Tölke či Arnold Agatz, a vydržel zde do roku 1945. Následně se do roku 1948 věnoval na bratislavském Ministerstvu mostů a železnic opravám železničních tratí. Poté přešel na pozici vedoucího projektového oddělení bratislavské pobočky Vítkovických železáren a vedl projekt Hutny. Roku 1955 byl Tesár jmenován do funkce vedoucího designového oddělení Výzkumného ústavu svařování v Bratislavě, kde měl na starosti svařování tlakových nádob a nádrží. Vyvinul zde nové pracovní postupy, které reagovaly na skutečnost, že československé hospodářství začalo namísto vysoce kvalitní železné rudy ze Švédska používat méně hodnotnou ze Sovětského svazu, respektive z Ukrajiny. Souběžně s tím se ve čtyřicátých a padesátých letech 20. století zapojoval do projekce několika mostů či průmyslových objektů. Spolupracoval také s Jozefem Lackem, s nímž vyprojektoval bratislavský most Slovenského národního povstání vybudovaný mezi roky 1967 a 1972.
Tesár patřil mezi členy Slovenské akademie věd a byla mu udělena zlatá medaile Auréla Stodoly.